# Ievsei Agron
Ievsei Borissovitx Agron (en rus : Евсей Борисович Агрон) va ser un destacat cap del crim organitzat rus a la ciutat de Nova York duant els anys 70 i els anys 80.
D'origen jueu, va néixer a Leningrad el 1932, i després de passar més de deu anys en presons russes, va poder entrar als Estats Units el 1975.Va liderar una organització criminal que dirigia des de barri de Brighton Beach, al sud de Brooklyn, on s'hi havia establert una important comunitat russa. Aquests russos eren les principals víctimes de les extorsions del grup d'Agron, que els oferia "protecció" per als seus negocis. Agron també va enriquir-se mitjançant el frau fiscal, a través d'una trama benzineres que comercialitzaven gasoil, tot i que aquest es declarava per a un ús de calefacció domèstica. Va se assassinat el 1985 quan sortia de casa seva, al Brooklyn. Alguns dels membres més coneguts de l'organització d'Agron van ser el pistoler Boris Nayfeld o Marat Balagula,considerat el seu successor.